# ゼロワン Others
『ゼロワン Others』（ゼロワン アザーズ）は、特撮テレビドラマ『仮面ライダーゼロワン』のオリジナルビデオ作品群。東映Vシネマのレーベル「Vシネクスト」よりリリースされた。
2021年7月14日に第1弾『ゼロワン Others 仮面ライダー滅亡迅雷』が発売、同年11月10日に第2弾として『ゼロワン Others 仮面ライダーバルカン&バルキリー』が発売された。

## 本作品オリジナルの登場人物
本作品のみ登場する人物を記載。テレビ本編に登場した人物は仮面ライダーゼロワン#登場人物を参照。
リオン＝アークランド / 仮面ライダーザイア
『滅亡迅雷』に登場。ZAIAエンタープライズUSA本社のCEO。人工衛星アークの開発にも携わり、名称の由来も自身の名前から引用している。
アズによって新たな悪意に選ばれ、ソルドプロジェクトを実行させるために来日し、ソルドのプロトタイプであるソルド0として開発・復元した迅を計画に不可欠な必要悪として生み出すために、彼を捕らえてマスブレインシステムに接続させる。そして、自社の兵器を売るために「人類の敵」として仮面ライダー滅亡迅雷を作り上げる。
- リオン役のジェイ・ウエストは台詞に英単語が入る場合は日本人の発音にするつもりだったが、監督の筧の提案でネイティブな発音となった。監督の筧は以前にジェイが『世にも奇妙な物語』で演じた役をイメージして演出している。

ソルド9
ソルドのうちの1体でリオンの側近のような役割として行動する。マスブレインシステムから解放された後は、ヒューマギアの自由のために戦っていた滅亡迅雷.netの思想を支持することを自ら決め、A.I.M.S.の関係者を狙う中で諫と出会い、正義の危うさに気づいていく。

ソルド20
ソルドのうちの1体でリオンの側近のような役割として行動する。マスブレインシステムから解放された後は、自らを生み出したのがZAIAであることから人類を支持することを決め、ソルドたちに追われていた唯阿を救い、彼女との対話の中で正義についてラーニングすることとなる。

ソルド404
ソルド部隊のうちの大型の1体で、複数のソルドを率いてA.I.M.S.を狙う。

大門寺 茂
国防庁長官で、刃唯阿の上司。国防にソルドを導入するか否かを検討していた。しかし、滅亡迅雷の事件によってその立場を一変させ、A.I.M.S.にソルドや仮面ライダー滅亡迅雷の殲滅を命じる。
- 短い出番しかない大門寺の印象に残るクセのようなものとして、筧の提案で電話をしている際にイライラしながらペンをノックするものとなった。

宅配人
『滅亡迅雷』に登場。滅亡迅雷.netとリオンたちの戦闘に仕事中に巻き込まれた一般市民。
- 監督の筧は、本作品が全体的にシリアスなため、少し外したシーンを挟むことでシリアスなシーンがより立つものとなり、脚本のニュアンスを崩さない範囲で入れた描写となり、アクションシーンに仮面ライダーと怪人がいるだけでなく、一般市民が共存するシチュエーションとなった。

倖田 和彦
『バルカン&バルキリー』に登場。唯阿の大学時代の恩師である教授。人工知能による自動照準を備えたライフルを自ら開発するも、民間人がその兵器によって命を奪われたことから、教授の職を責任を取って辞め、大学を去る決意を固める。

ホームレス
『バルカン&バルキリー』に登場。バルカンとバルキリー、仮面ライダー滅亡迅雷の戦いに巻き込まれそうになった。
- 劇中では語られていないが、付けているQRコードを使って募金をしているものとなっている。

少女
『バルカン&バルキリー』に登場。幻のように唯阿の前に出没する外国人の少女。
- 厳密には唯阿自身の話ではなく、彼女が尊敬していた教授の話ではあるが、唯阿にとってその事件が大きなことであったというのを写真だけではなく実際に被害者の少女を登場させることとなった。

## 本作品オリジナルの仮面ライダー

### 仮面ライダー滅亡迅雷
滅亡迅雷.netの4人がマスブレインシステム内で滅亡迅雷ドライバーにマスブレインゼツメライズキーを装填して変身する仮面ライダー。
滅亡迅雷.net4人の意志をひとつに結集させて、空間に滅亡迅雷ドライバーを介して仮面ライダー滅亡迅雷が3Dプリントされる形で実体化する。
武器は4人が変身していたライダーの武器と滅が愛用する刀で、敵を最低限の動きで撃滅する戦法を得意とする。
『滅亡迅雷』では変身を解除すると姿を消し、滅や迅たちは意識を取り戻していたが、4人の本体となるボディを自ら破壊したことで、『バルカン&バルキリー』ではこのままの姿で常に存在している。
- 『滅亡迅雷』に登場したリオン＝アークランドが同作品の敵となり、リオンによって生み出された仮面ライダー滅亡迅雷がシリーズを通してのラスボスという流れとなった[18]。

ツール
滅亡迅雷ドライバー
滅、亡、迅、雷4人の模様があるベルト。滅亡迅雷.netの4人がマスブレインシステムの回廊の中で意志を一つにするとドライバーが4つ空間に出現し、それを装着してキーを装填することで4人が融合して変身する。
元々はリオンに大いなる悪意を感知したアズが授けた飛電ゼロワンドライバーが変化したもの。

必殺技
デストロイスフィア
技名はアーケードゲーム『仮面ライダーバトル ガンバライジング』で判明。
マスブレインインパクト
滅亡迅雷インパクト

### 仮面ライダーザイア
『滅亡迅雷』に登場。リオン＝アークランドがザイアサウザンドライバーにトリケラトプスゼツメライズキーとカルノタウルスゼツメライズキーを装填して変身する仮面ライダー。
変身音声は「パーフェクトライズ！When the five wepons cross,the JET BLACK soldier ZAIA is born.I am the president.」。
リオン曰く「ZAIAのテクノロジーの全て」で、ボクシングスタイルでの戦いを好み、迅や滅たちを圧倒するなど、その言葉通り高い戦闘力を誇る。サウザンドジャッカーが武器。
『仮面ライダーゲンムズ -ザ・プレジデンツ-』ではプログライズキーとゼツメライズキーのみが通常のサウザーのままで、仮面ライダーザイアと容姿が変わらない全身が黒くなったサウザーが登場している。こちらは天津垓がバグスターとして復活した黎斗のゲーム病に感染したことが影響していて、カラーリングは黎斗のイメージカラーとされている。
ツール
ザイアサウザンドライバー
ZAIAエンタープライズジャパンサウザー課よりリオンが持ち出したもの。
サウザンドジャッカー

必殺技
C.E.Oディストラクション
トリケラトプスゼツメライズキーを押し込むことで発動。

### 仮面ライダーバルカン ローンウルフ
『バルカン&バルキリー』に登場。不破諫が飛電ゼロワンドライバーにアサルトグリップを装着したダイアウルフゼツメライズキーを装填して変身する仮面ライダーバルカンの強化形態。
格闘戦を主体に戦い、敵を高い戦闘力で撃破する。
- 赤いラインが目の下に入っているが、これは「涙ライン」を意識しており、赤い色にすることでそれ以上の強い想いを表現している[15]。
- 変身ポーズは岡田の提案で、飛電ゼロワンドライバーを使用することで空いた両手を活用し、『バルカン&バルキリー』が王道に正義の話であったことから、仮面ライダー1号のようにトランポリンを使ってジャンプする昭和ライダーっぽさを工夫したものとなった[出典 10]。

ツール
飛電ゼロワンドライバー
本来、飛電ゼロワンドライバーは社長のみが使用権限を持つが、諫が「株式会社 仮面ライダーバルカン」の社長となったことで、使用が可能となった。

必殺技
ローンウルフインパクト
アサルトグリップのボタンを押してからダイアウルフゼツメライズキーを押し込んで発動。

### 仮面ライダーバルキリー ジャスティスサーバル
『バルカン&バルキリー』に登場。刃唯阿がエイムズショットライザーにサーバルタイガーゼツメライズキーを装填して変身する仮面ライダーバルキリーの強化形態。
武器は両腕のクロー。
- 変身ポーズは物事をブレずにスマートにこなすタイプの唯阿の性格であることから、従来と同様のものとなった[23]。

## 本作品オリジナルのアイテム
マスブレインゼツメライズキー
アークワンプログライズキー同様、ライダーの意匠がキーの左側に施されている。

トリケラトプスゼツメライズキー、カルノタウルスゼツメライズキー
『滅亡迅雷』に登場。トリケラトプスとカルノタウルスのロストモデルが搭載されたゼツメライズキー。トリケラトプスゼツメライズキーのアビリティは「ミリタリーホーン」。ザイアサウザンドライバーに装填することで仮面ライダーザイアに変身する。

ダイアウルフゼツメライズキー
ダイアウルフのロストモデルが搭載されたゼツメライズキー。『バルカン&バルキリー』では亡から唯阿に預けられた人間用に調整されたアサルトグリップを諫が装填してバルカン ローンウルフの変身に使用された。

サーバルタイガーゼツメライズキー
サーベルタイガーのロストモデルが搭載されたゼツメライズキー。

## 本作品オリジナルの用語
ソルド
ZAIAが開発した新型の自己意志を持つことがない自律型兵士ヒューマギア。耳には復活後の迅と同様のイヤーモジュールを装着している。リオンは物として扱っており、名前ではなく番号で呼んでいた。
ソルドプロジェクト
リオンが世界の軍事ビジネスを支配するために実行・推進しようとしていたソルドを世界中に販売するプロジェクト。

マスブレインシステム
ソルドが各個体の意志を合議制によって決定する集合知能システム。そのため、互いを監視・管理し合うことにより、自らの意志を持つことはない。

ウィア (WE'RE)
飛電インテリジェンスがヒューマギア事業の海外進出に向け、グローバルな通信ネットワークを構築するために打ち上げた、衛星間通信を可能とする新型衛星。飛電或人は宇宙野郎昴と宇宙飛行士ヒューマギアの2名とともにウィアの初号機に乗り込み、1週間のミッションを遂行しようとした。

## 『ゼロワン Others 仮面ライダー滅亡迅雷』
シリーズ第1弾。『ゼロワン』の敵組織である滅亡迅雷.netの4人を主役とし、『劇場版 仮面ライダーゼロワン REAL×TIME』のその後を描く。
脚本はテレビシリーズでメインライターを担当していた高橋悠也、監督はテレビシリーズで高橋に続いて脚本を多く担当し、第35.5話の監督も務めている筧昌也が担当。
飛電或人は本編に登場するが、仮面ライダーゼロワンには変身しない。

### 制作（滅亡迅雷）
『ゼロワン』のテーマはテレビシリーズ本編で描き切っていることから、人工知能の危うい部分など、ハードな側面に踏み込んだものとして、永夢の過去を掘り下げた『仮面ライダーエグゼイド』の小説のように、やる以上は意味のあるものを書くものとなった。また、本作品の結末について、脚本の高橋はバッドエンドではないものの、少なくともハッピーエンドではないと語っている。
Vシネクストは、テレビシリーズや映画でもないファン向けのよりコアな作品が作れるため、大人っぽいキャラクターたちの思想や、クールな雰囲気であることから、子供向けドラマのような演出や画は抑えられている。

### あらすじ（滅亡迅雷）
新型衛星「ウィア」初号機の打ち上げを実行した飛電インテリジェンス。飛電或人は宇宙飛行士ヒューマギアとともに衛星に乗り込み、宇宙へと1週間のミッションを行うため飛び立つ。
だが、或人が不在の間隙を突くように、平和な生活を送っていた滅亡迅雷.netの滅と迅の前に、ZAIAエンタープライズのCEOであるリオン＝アークランドと彼が開発した集合知能システムマスブレインシステムによって自由意志による行動ができなくなった兵士型ヒューマギアのソルドが現れ、彼らと戦った迅は連れ去られてしまう。
拉致された迅を助けるため、A.I.M.S.の技術顧問となった亡や飛電インテリジェンスで宇宙事業に従事する雷も集結し、ZAIAに潜入して迅の救出に乗り出す。物としてソルドを扱い、世界中に兵器として売り付けて軍事ビジネスを支配しようと企むリオンに迅は憤り、リオンから自由意志のないソルドを解放するため、滅、雷、亡とともに仮面ライダー滅亡迅雷へと変身してリオンを倒し、自分たちの本体をも破壊する。

### 本作品オリジナルの怪人（滅亡迅雷）
ソルドマギア
ソルドがゼツメライズキーによって変身した戦闘形態。いずれもレイダーの技術が使われている模様。
ダイアウルフソルドマギア
ソルド9がダイアウルフゼツメライズキーによって変身したソルドマギア。
サーバルタイガーソルドマギア
ソルド20がサーバルタイガーゼツメライズキーによって変身したソルドマギア。

### キャスト（滅亡迅雷）
- 迅 / 仮面ライダー迅 - 中川大輔[出典 19]
- 滅 / 仮面ライダー滅 - 砂川脩弥[出典 19]
- 雷 / 仮面ライダー雷 - 山口大地[出典 19]
- 亡 / 仮面ライダー亡 - 中山咲月[出典 19]
- 不破諫 - 岡田龍太郎[出典 20]
- アズ - 鶴嶋乃愛[出典 20]
- 刃唯阿 - 井桁弘恵[出典 20]
- 天津垓 - 桜木那智[出典 20]
- リオン＝アークランド / 仮面ライダーザイア - ジェイ・ウエスト[出典 21]
- ソルド9 - 菅原健[出典 21]
- ソルド20 - 鳴海唯[出典 21]
- ソルド404 - 阿見201[5]
- 宇宙野郎昴 - 桑畑亨成[5]
- アナウンサー型ヒューマギア - 柴田紗帆[5]
- 記者 - 八代崇司[5]、矢崎まなぶ[5]
- 宅配人 - 谷手人[5]
- 仮面ライダー滅亡迅雷（声） - Maynard[5]・Blaise（MONKEY MAJIK）[5]
- ソルドマギアたち - 笠原竜司[5]、池田優樹[5]、大野桂子[5]、ハマムラキイチロ[5]、宮本大輔[5]、安川桃香[5]
- 諸外国社長（声） - アンドレア カルポーネ ピサカーネ[5]、ジェシカ ゲリティ[5]、ノーラ ベリール[5]、ヴィクター イスルギ[5]、ライアン ブレネセン[5]
- 宇宙飛行士ヒューマギア[5][注釈 1] - 縄田雄哉（写真出演）
- 飛電或人 - 高橋文哉[5]
- 大門寺茂 - 相島一之[出典 21]

#### スーツアクター （滅亡迅雷）
劇場パンフレットより。
- 永徳
- 今井靖彦
- 神前元
- 蜂須賀祐一
- 仮面ライダーザイア[出典 22] - 中田裕士
- 仮面ライダー滅亡迅雷[出典 23] - 縄田雄哉
- 塚越靖誠
- 藤田慧
- 東慶介
- 青木哲也
- 石井靖見
- 寺本翔悟
- 榮男樹
- 鍜治洸太朗
- 久田悠貴
- 菅野慶太
- 近藤雄太
- 福田圭佑
- 駒﨑太嘉
- 酒井和真
- 清水麟太郎
- 米岡孝弘
- 村上歩夢
- 坂梨由芽
- 林本奈々
- 宇佐見紗風
- 亀島公輝
- 菅野聖
- 奈良充樹
- 川島翔太郎
- 長谷川夏來
- 白井雅士
- 上平田結花
- 小森拓真

### スタッフ （滅亡迅雷）
- 原作 - 石ノ森章太郎[1][16]
- 脚本 - 高橋悠也[出典 24]
- スーパーバイザー - 小野寺章
- エグゼクティブプロデューサー - 加藤和夫（東映ビデオ）
- 音楽 - 坂部剛
- 撮影 - 植竹篤史
- キャラクターデザイン - 田嶋秀樹（石森プロ）、山下貴斗・喜多統潤（PLEX）
- 配給 - 日野原彩子・熊谷美香（東映ビデオ）[16]
- 製作プロダクション - 東映テレビ・プロダクション
- 委員会スタッフ - 石井悠吾・島谷麟太郎（東映ビデオ）、福井勇佑・古谷大輔（ADK EM）、金木勲・佐野純子・坂本悠（バンダイ）
- プロデューサー - 中野剛・山田真行（東映ビデオ）、大森敬仁（東映）
- アクション監督 - 宮崎剛（ジャパンアクションエンタープライズ）
- 製作 - 東映ビデオ、ADK、BANDAI、東映
- 監督 - 筧昌也[出典 24]

### 主題歌（滅亡迅雷）
「S.O.S」
作詞 - Maynard,Blaise,TAX / 作曲 - Maynard,Blaise / 編曲・歌 - MONKEY MAJIK

### 映像ソフト化（滅亡迅雷）
Blu-ray / DVDでリリース。
- ゼロワン Others 仮面ライダー滅亡迅雷 ［ブルーレイ+DVD］ 劇場先行販売版（2枚組、2021年3月26日に上映劇場限定・数量限定で発売）
  - ディスク1：本編Blu-ray
    - 映像特典
      - MAKING
      - TRAILER
      - DESIGN GALLERY
      - POSTER GALLERY

    - 音声特典
      - オーディオ・コメンタリー（中川大輔×砂川脩弥×山口大地×中山咲月）

  - ディスク2：本編DVD
    - 映像特典
      - MAKING
      - TRAILER
      - DESIGN GALLERY
      - POSTER GALLERY

  - 封入特典
    - ポストカード
- ゼロワン Others 仮面ライダー滅亡迅雷 通常版（1枚組、2021年7月14日発売）
  - 映像特典
    - MAKING
    - TRAILER
    - DESIGN GALLERY
    - POSTER GALLERY

  - 音声特典（Blu-ray版のみ）
    - オーディオ・コメンタリー（中川大輔×砂川脩弥×山口大地×中山咲月）
- ゼロワン Others 仮面ライダー滅亡迅雷 マスブレインゼツメライズキー&滅亡迅雷ドライバーユニット版（1枚組、2021年7月14日発売・初回生産限定）
  - セット内容
    - ゼロワン Others 仮面ライダー滅亡迅雷（通常版と共通）
    - DXマスブレインゼツメライズキー&滅亡迅雷ドライバーユニット
    - ライナーノート
    - 主題歌CD

## 『ゼロワン Others 仮面ライダーバルカン&バルキリー』
シリーズ第2弾。不破諫 / 仮面ライダーバルカンと刃唯阿 / 仮面ライダーバルキリーがメインで活躍する前作の続編であり、ゼロワンスピンオフシリーズの完結編にあたる。
前作同様、飛電或人は登場するが仮面ライダーゼロワンには変身しない。

### あらすじ（バルカン&バルキリー）
滅亡迅雷.netによるZAIAエンタープライズCEOリオン＝アークランドの抹殺およびZAIAエンタープライズジャパン爆破事件を受け、A.I.M.S.隊長の刃唯阿は国防庁長官大門寺茂によって彼らが融合した仮面ライダー滅亡迅雷の破壊の指令を受けるも、なぜかそれを拒み続けていた。だが、彼らの次の標的にされた唯阿は不破諫とともに仮面ライダー滅亡迅雷と対峙するが、敢え無くその圧倒的な戦力の前に撤退を余儀なくされる。
一方、マスブレインシステムから解き放たれたソルドたちは、思考を重ねた末にそれぞれ異なる行動を起こす。大多数のソルドたちがヒューマギア原理主義を掲げて人類に反旗を翻してA.I.M.S.を狙う選択をし、A.I.M.S.本部を襲撃する一方で、ソルド9とソルド20は独自の行動を取る。
そんな中、諫は滅と最後に交わした会話を思い出し、彼らの真意に気づき始め、仮面ライダーバルカンとして一つの覚悟を決め、最後の使命を果たそうとする。

### キャスト（バルカン&バルキリー）
- 不破諫 / 仮面ライダーバルカン - 岡田龍太郎[出典 25]
- 刃唯阿 / 仮面ライダーバルキリー - 井桁弘恵[出典 25]
- イズ - 鶴嶋乃愛[出典 25]
- 天津垓 - 桜木那智[出典 25]
- 迅 - 中川大輔[出典 26]
- 滅 - 砂川脩弥[出典 26]
- 雷 - 山口大地[出典 26]
- 亡 - 中山咲月[出典 26]
- 倖田和彦 - 伊藤正之[出典 25]
- ソルド9 - 菅原健[出典 25]
- ソルド20 - 鳴海唯[出典 25]
- ソルド404 - 阿見201[出典 25]
- A.I.M.S.隊員 - 橋渡竜馬[10]、竹中隼人[10]
- 記者 - 八代崇司[10]、矢崎まなぶ[10]
- 海外の少女 - アリッサ・T[10]
- ホームレス - 久松龍一[10]
- アナウンサー型ヒューマギア（声） - 柴田紗帆[10]
- 仮面ライダー滅亡迅雷（声） - Maynard（MONKEY MAJIK）[10]、Blaise（MONKEY MAJIK）[10]
- ソルドマギアたち - 笠原竜司[10]、池田優樹[10]、大野桂子[10]、ハマムラキイチロ[10]、宮本大輔[10]、安川桃香[10]
- 飛電或人 - 高橋文哉[出典 26]
- 大門寺茂 - 相島一之[出典 25]

#### スーツアクター （バルカン&バルキリー）
劇場パンフレットより。
- 仮面ライダーバルカン[14][15] - 浅井宏輔
- 仮面ライダーバルキリー[6] - 藤田慧
- 仮面ライダー滅亡迅雷[36] - 縄田雄哉
- 仮面ライダーバルキリー[14][6] - 蜂須賀祐一
- 青木哲也
- 神前元
- 寺本翔悟
- 榮男樹
- 中田裕士
- 塚越靖誠
- 鍜治洸太朗
- 菅野慶太
- 酒井和真
- 清水麟太郎
- 村上歩夢
- 林本奈々
- 五十嵐睦美
- 宇佐見紗風
- 菅野聖
- 奈良充樹
- 亀島公輝
- 川島翔太郎
- 長谷川夏來

### スタッフ （バルカン&バルキリー）
- 原作 - 石ノ森章太郎[14][23]
- 脚本 - 高橋悠也[出典 27]
- スーパーバイザー - 小野寺章
- エグゼクティブプロデューサー - 加藤和夫（東映ビデオ）
- 音楽 - 坂部剛[23]
- 撮影 - 植竹篤史
- キャラクターデザイン - 田嶋秀樹（石森プロ）、山下貴斗・喜多統潤（PLEX）
- 配給 - 日野原彩子・熊谷美香（東映ビデオ）
- 製作プロダクション - 東映テレビ・プロダクション
- 委員会スタッフ - 石井悠吾・島谷麟太郎（東映ビデオ）、福井勇佑・古谷大輔（ADK EM）、古澤圭亮・大矢陽久・辻正喜・坂本悠（バンダイ）
- プロデューサー - 中野剛・山田真行（東映ビデオ）、大森敬仁（東映）
- アクション監督 - 宮崎剛（ジャパンアクションエンタープライズ）
- 製作 - 東映ビデオ、ADK、BANDAI、東映
- 監督 - 筧昌也[出典 27]

### 主題歌（バルカン&バルキリー）
「Frontier」
作詞 - Maynard,Blaise,TAX / 作曲 - Maynard,Blaise / 編曲・歌 - MONKEY MAJIK

### 映像ソフト化（バルカン&バルキリー）
Blu-ray / DVDでリリース。
- ゼロワン Others 仮面ライダーバルカン&バルキリー ［ブルーレイ+DVD］ 劇場先行販売版（2枚組、2021年8月27日に上映劇場限定・数量限定で発売）
  - ディスク1：本編Blu-ray
    - 映像特典
      - MAKING
      - TRAILER
      - DESIGN GALLERY
      - POSTER GALLERY

    - 音声特典
      - オーディオ・コメンタリー（岡田龍太郎×井桁弘恵×監督：筧昌也）

  - ディスク2：本編DVD
    - 映像特典
      - MAKING
      - TRAILER
      - DESIGN GALLERY
      - POSTER GALLERY

  - 封入特典
    - ポストカード
- ゼロワン Others 仮面ライダーバルカン&バルキリー 通常版（1枚組、2021年11月10日発売）
  - 映像特典
    - MAKING
    - TRAILER
    - DESIGN GALLERY
    - POSTER GALLERY

  - 音声特典（Blu-ray版のみ）
    - オーディオ・コメンタリー（岡田龍太郎×井桁弘恵×監督：筧昌也）
- ゼロワン Others 仮面ライダーバルカン&バルキリー ダイアウルフゼツメライズキー&サーバルタイガーゼツメライズキー版（1枚組、2021年11月10日発売・初回生産限定）
  - セット内容
    - ゼロワン Others 仮面ライダーバルカン&バルキリー（通常版と共通）
    - DXダイアウルフゼツメライズキー&サーバルタイガーゼツメライズキー
    - ライナーノート
    - 主題歌CD

## 他媒体展開
『仮面ライダーゲンムズ -ザ・プレジデンツ-』
2021年4月11・18日に東映特撮ファンクラブの『仮面ライダーエグゼイド』のスピンオフ作品。『滅亡迅雷』の後日譚となっている。『ゼロワン』からは天津垓 / 仮面ライダーサウザーおよび新規キャラクターとして垓の秘書ヒューマギア・厘が登場する。